# Cabasse (azienda)
Cabasse è un'azienda produttrice di impianti audio francese, fondata nel 1950 da Georges Cabasse. Essa è principalmente conosciuta per la realizzazione di impianti stereo domestici, ma ha prodotto anche impianti audio professionali per studi di registrazione, teatri e cinema.

## Date importanti
- 1950: Fondazione dell'azienda
- 1952: Prime unità doppie coassiali realizzate per i cinematoscopi come "Le Grand Rex" a Parigi;
- 1958: Prime casse acustiche con amplificatori e filtri;
- 1965: Amplificatori sottomarini per la Marina francese;
- 1974: Realizzazione di tweeters, impianti Hi-Fi servo-controllati e casse per monitor (utilizzate da Radio France);
- 1983: Membrane realizzate in pannello sandwich per sistemi Hi-Fi e di Pubblico Indirizzo, da 7 a 22 pollici.
- 1984: Unità di carbonio ad alta efficienza realizzate per il sistema a 12 canali del cinema Omnimax del Gèode a Parigi.
- 1985:  Membrane a due celle basate su un innovativo utilizzo della schiuma di Rohacell.
- 1992: Lanciato il principio SCS (Spatially Coherent System), lanciato con il sistema di referenza Atlantis (4 canali e 5 altoparlanti: 2 woofers ed un altoparlante a 3 uscite chiamato TC21 che va da 200 a 20000 Hz).
- 1998: Utilizzo sulla portaerei Charles De Gaulle, con un sistema a tromba ad alta  efficienza a 117 dB.
- 2002: Referenza con uscita coassiale a 3 vie TC22, che va da 80 a 20 kilohertz.
- 2006: È lanciata "La Sphere" (la sfera), un'unità coassiale a 4 uscite.

Cabasse è una delle più antiche aziende di impianti acustici in Francia, ed è conosciuta per i suoi investimenti nella ricerca, il suo elevato standard di qualità ed i nomi dei suoi prodotti relativi al mare (soprattutto nomi di imbarcazioni come "clipper", "sampan", "ketch", "sloop", ...).